# Río Atai
El Río Atai es un río en Bangladés. Se encuentra en la provincia de la División de Khulna, en la parte suroeste del país, 130 km al suroeste de Daca, la capital del país. El río Atai es parte de la cuenca de Ganges.